# Clossiana alpestris
Clossiana alpestris är en fjärilsart som beskrevs av Henry John Elwes 1899. Clossiana alpestris ingår i släktet Clossiana och familjen praktfjärilar. Inga underarter finns listade i Catalogue of Life.